# Phänomenologische Soziologie
Eine phänomenologische Soziologie ist eine Handlungstheorie. Sie bezeichnet eine am genauen Beobachten und intuitiven Zusammenfügen von sozialen Tatsachen orientierte Sozialwissenschaft, deren Untersuchungen weder von übergeordneten Theorien abgeleitet sind noch empirisch auf Datenerhebungen und Statistikzahlen beruhen. Hauptvertreter waren die in die Vereinigten Staaten emigrierten Alfred Schütz (1899–1959) und Günther Anders (1902–1992) an der New School for Social Research, Anders auch nach seiner Rückkehr nach Wien 1950. Unabhängig voneinander war ihnen ein gemeinsames wissenschaftliches Paradigma, Grundstrukturen der alltäglichen Lebenswelten herauszuarbeiten.

## Voraussetzungen
Ursprung für Alfred Schütz’ Ansatz waren die „Verstehende Soziologie“ Max Webers und die phänomenologische Methode des Freiburger Philosophen Edmund Husserl (1859–1938). Ausgangspunkt im engeren Sinn war die Husserlsche Auffassung von der „Welt der natürlichen Einstellung“, die Welt unseres alltäglichen Lebens, die uns allen gemeinsam, d. h. eine intersubjektive Welt ist.
In Husserls Terminologie ausgedrückt galt es also, zu den „Dingen selbst“ zurückzukehren. Die Welt musste so begriffen werden, wie sie direkt vom Handelnden erfahren wurde und nicht durch Anwendung konstruierter Konzeptualisierungen. Die Konzepte, mit denen Menschen in ihrem Alltag Probleme, Situationen, Ereignisse usw. erfassen und deuten („Konstrukte erster Ordnung“), mussten in einem weiteren Schritt in „Konstrukte zweiter Ordnung“, in die sozialwissenschaftliche Theoriebildung übersetzt werden.
Prinzipiell gilt der Grundsatz: Es gibt keine sozialen Strukturen außerhalb und unabhängig von den interpretativen Prozessen in der Interaktion. Dem normativen Paradigma, wie es von Funktionalismus, Systemtheorie und Verhaltenstheorie vertreten wird, steht hier eine grundlegende Alternative gegenüber, nämlich das sogenannte „interpretative Paradigma“.

## Leistungen
In der soziologischen Biographieforschung, der Interaktions- und der Gesprächsanalyse sind die Ansätze von Alfred Schütz fruchtbar angewandt worden. Die phänomenologische Soziologie hat ebenso viel zur Entwicklung der Ethnomethodologie beigetragen. Vom Symbolischen Interaktionismus unterscheidet sie sich dadurch, dass sie stärker den Charakter geteilter Symbole als „Wissen“ und die biographische Komponente in der Konstitution der alltäglichen Lebenswelt betont.
Themengebiete, auf denen die phänomenologische Soziologie arbeitet, sind z. B. Perspektiven der Intersubjektivität, „Man“ und Selbst-Konzepte, Lebenswelt als Sozialwelt, Leiblichkeit und Sozialität, Sinn und Erscheinung, Sprache und menschliche Kommunikation sowie Institution und Geschichte, Gemeinschaft als Personenverband.

## Kritik
Der Begriff der phänomenologischen Soziologie wird nicht überall akzeptiert. Stattdessen wird herausgestellt, dass Alfred Schütz eher den Begriff der „verstehenden Soziologie“ entwickeln wollte (vgl. Der sinnhafte Aufbau der sozialen Welt, Fünfter Abschnitt).